# Faustino Oteiza Segura
Faustino Oteiza Segura o Faustino de la Virgen de los Dolores Sch. P. (Ayegui, 14 de febrero de 1890-Azanuy, 9 de agosto de 1936) fue un sacerdote escolapio de la comunidad de Peralta de la Sal, mártir durante la Guerra Civil de España en 1936, venerado como beato en la Iglesia católica.

## Cartas
Durante los últimos días de la comunidad escolapia de Peralta de la Sal, escribió varias cartas al padre provincial de la Orden y a los familiares de sus compañeros asesinados. En ellas describe los acontecimientos ocurridos, entre otros, la despedida del padre Dionisio Pamplona Polo, rector de la comunidad y los otros dos compañeros, el P. Manuel y el Hno. David que fueron asesinados unos días antes. Aún pensaba que por su enfermedad, aquejado de enfermedad de Parkinson desde 1920, no iba a ser ejecutado.

## Muerte
El 9 de agosto de 1936, Oteiza y el hermano Florentín fueron sacados de Peralta en coche y a la salida del pueblo, en Azanuy, fueron bajados del mismo y en la cuneta fueron puestos ante sus verdugos. Entonces, el padre Oteiza reconoció a uno de sus exalumnos y le dijo: «Antonio, ¿a tu maestro vas a matar?». El tal Antonio bajó el fusil y compungido apartó la mirada. En ese momento fueron tiroteados y sus cuerpos fueron mutilados y quemados con gasolina. Como sacerdote escolapio, Oteiza había sido maestro de 23 promociones de niños de Peralta de la Sal.

## Culto
Fue beatificado por el papa Juan Pablo II el 1 de octubre de 1995, junto al padre Dionisio Pamplona Polo y 11 compañeros mártires escolapios de Aragón. En la ceremonia, llevada a cabo en la plaza de San Pedro de la Ciudad del Vaticano, el pontífice destacó que «Dionisio Pamplona y sus compañeros mártires no son héroes de una guerra humana, sino educadores de la juventud, que por su condición de religiosos y maestros afrontaron su trágico destino como auténtico testimonio de fe».
La Iglesia católica celebra la memoria del beato Faustino Oteiza el día 9 de agosto. Es venerado en especial modo como Memoria obligatoria, en la Orden de los Clérigos Regulares de las Escuelas Pías.

## Enlaces
- Wikimedia Commons alberga una categoría multimedia sobre Faustino Oteiza Segura.
- Wikisource contiene obras originales de o sobre Faustino Oteiza Segura.
- Portal:Iglesia católica. Contenido relacionado con Iglesia católica.
- Scolopi
- Beato y mártir
- Santoral calasancio
- Grupo de escolapios beatificados el mismo día
- Archivo de las Escuelas Pías de Aragón

- Datos: Q23943018
- Textos: Autor:Faustino Oteiza Segura